# Osanna z Jouarre
Osanna z Jouarre, Osmanna, Argariarga (żyła w VII wieku; zm. ok. 700) – średniowieczna mniszka benedyktynka, święta kościoła katolickiego.
Według starych zapisków hagiograficznych Osanna miała być siostrą króla Nortumbrii, Osreda, jednak współcześni historycy klasyfikują te informacje jako legendę. Wiadomo natomiast, że Osanna udała się z terenów dzisiejszej Szkocji do Bretanii, gdzie wstąpiła do klasztoru benedyktynek w Jouarre. Została pustelniczką.
Wspomnienie liturgiczne świętej Osanny przypada 18 lipca.
Jej kult jest nadal żywy, zwłaszcza we francuskim departamencie Sarthe i w opactwie Saint-Denis w Paryżu.